# 犀皮
犀皮，又稱虎皮漆，是一種漆器工藝。

## 工藝
犀皮的製作步驟如下：
1. 先在器物的胎上用石黃漆調成稠漆，做成起伏不平的表面。
2. 再用右手拇指輕輕地把漆推出一個個凸出的小尖
3. 讓稠漆陰乾，然後再髹塗上多層色漆，各色相間，並無一定規律
4. 最後通體磨平

## 特點
透過犀皮工藝，可在漆器平面上呈現出一圈圈不同漆層組成的類似松鱗的花紋，乍看很勻稱，細看又漫無規律，甚為美觀。

## 歷史
最晚到三國時期已經出現犀皮工藝。現存年代最為久遠的犀皮漆器為安徽馬鞍山市的三國東吳朱然墓出土的犀皮漆耳杯。